# Setsuko Inoue
Setsuko Inoue (jap. 井上 節子 Inoue Setsuko; ur. 16 września 1946 w prefekturze Kanagawa) – japońska siatkarka. Srebrna medalistka igrzysk olimpijskich w Meksyku.